# Liminarité
 (février 2023).
Si vous disposez d'ouvrages ou d'articles de référence ou si vous connaissez des sites web de qualité traitant du thème abordé ici, merci de compléter l'article en donnant les références utiles à sa vérifiabilité et en les liant à la section « Notes et références ».
La liminarité ou liminalité est la seconde étape constitutive du rituel selon la théorie d'Arnold van Gennep (1873-1957). Elle englobe le concept de lisièrement.
Selon cette théorie, le rituel (spécialement le rite de passage) provoque des changements pour ses participants, notamment des changements de statut. Ces changements sont accomplis par trois étapes successives :
- La séparation de l'individu par rapport à son groupe.
- La liminarité, c’est-à-dire la période du rituel pendant laquelle l'individu n'a plus son ancien statut et pas encore son nouveau statut.
- La réincorporation, c’est-à-dire le retour de l'individu parmi les siens avec un nouveau statut.

La liminarité est le moment crucial du rituel. C'est une étape transitionnelle caractérisée par son indétermination.